# Batavia (Ohio)
Batavia ist ein Village in Clermont County, Ohio, Vereinigte Staaten, etwa 30 km östlich von Cincinnati. Batavia ist Sitz der Verwaltung des County Clermont. Der Ort hat 1972 Einwohner (Stand der Zählung von 2020). 
In Batavia befindet sich der Campus des 1972 gegründeten UC Clermont College, das zum System der University of Cincinnati gehört. In Batavia wurde 1980 die Batavia Transmission Plant eröffnet, ein Fordwerk zur Herstellung von Fahrzeuggetrieben. Nachdem das Werk 1999 in ein Joint Venture mit ZF überführt wurde, ist die Fabrik 2008 geschlossen worden.

## Persönlichkeiten
- George W. Hulick (1833–1907), Politiker
- Percy Moreau Ashburn (1872–1940), Militärarzt in der US Army